# Vala (Pământul de Mijloc)
Valarii (singular Vala) sunt personaje în legendariumul lui Tolkien. Ei sunt prima oară menționați în Stăpânul Inelelor, iar apoi în cartea Silmarillion publicată după moartea autorului. Aici ei sunt descriși ca niște ființe angelice care luînd forme lumești erau numite Vala. Misiunea lor a fost de a crea lumea si de a o proteja, pentru venirea în lume a Copiilor Lui Iluvatar (elfii și oamenii).